# Gravity (John Mayer)
Gravity is een nummer van de Amerikaanse zanger en gitarist John Mayer. Het nummer verscheen op zijn album Continuum uit 2006. Op 12 september van dat jaar werd het nummer uitgebracht als de derde single van het album.

## Achtergrond
"Gravity" werd voor het eerst uitgebracht op het livealbum Try! uit 2005, opgenomen door het John Mayer Trio. Nadat het nummer op Continuum verscheen, kwam het in 2008 ook uit op het livealbum Where the Light Is: John Mayer Live in Los Angeles. In een interview heeft Mayer gezegd dat "Gravity" het nummer was dat hij altijd al probeerde te schrijven. Hij noemde het nummer "Come Back to Bed", van het voorgaande album Heavier Things, een vroege poging om "Gravity" te schrijven. Aan het eind van het nummer zingt Alicia Keys op de achtergrond mee.
Tijdens een concert in december 2005 zei Mayer over het nummer: "Dit is het belangrijkste nummer dat ik ooit geschreven heb, het is een nummer voor in een tijdcapsule. Als het nodig is, zal ik elke dag van mijn leven naar dit nummer luisteren. Ik zweer bij God dat dit het belangrijkste nummer dat ik ooit in mijn leven heb geschreven, en het heeft de minste woorden. Ik was in LA, tijdens de zomer, een paar deuntjes aan het schrijven, en ik stond onder de douche. En ik weet niet waar het vandaan kwam, maar het is gewoon de waarheid, en ik zong 'Gravity... is working against me'. [...] Dit is een nummer over... zeker weten dat je nog steeds van jezelf houdt... zeker weten dat je je hoofd er nog bij hebt, zeker weten dat je nog steeds nee zegt zoals je moeder nee zou zeggen. En ik heb het elke dag van mijn leven nodig omdat het makkelijker is om het te verpesten dan het is om hier te blijven."
"Gravity" werd geen grote hit, zo behaalde het slechts de 71e positie in de Verenigde Staten, terwijl in Nederland de 66e plaats in de Single Top 100 werd behaald. In 2007 zong Mayer het nummer tijdens de Grammy Awards samen met Corinne Bailey Rae en John Legend, in een medley met Raes "Like a Star" en Legends "Coming Home". In 2009 won de liveversie van "Gravity" van het album Where the Light Is: John Mayer Live in Los Angeles een Grammy Award in de categorie Best Solo Rock Vocal Performance. In 2008 zette het tijdschrift Rolling Stone het nummer op de 84e plaats in hun lijst van de 100 beste gitaarnummers ooit.

## Andere uitvoeringen
Sven Hammond speelde het in december 2015 op NPO Radio 2 als Top 2000-cover. 

## Hitnoteringen

### Single Top 100
| Hitnotering: 16-12-2006 t/m 27-01-2007 | Hitnotering: 16-12-2006 t/m 27-01-2007 | Hitnotering: 16-12-2006 t/m 27-01-2007 | Hitnotering: 16-12-2006 t/m 27-01-2007 | Hitnotering: 16-12-2006 t/m 27-01-2007 | Hitnotering: 16-12-2006 t/m 27-01-2007 | Hitnotering: 16-12-2006 t/m 27-01-2007 | Hitnotering: 16-12-2006 t/m 27-01-2007 | Hitnotering: 16-12-2006 t/m 27-01-2007 |
| Week                                   | 1                                      |                                        | 2                                      | 3                                      |                                        | 4                                      | 5                                      |                                        |
| -------------------------------------- | -------------------------------------- | -------------------------------------- | -------------------------------------- | -------------------------------------- | -------------------------------------- | -------------------------------------- | -------------------------------------- | -------------------------------------- |
| Positie                                | 98                                     | uit                                    | 79                                     | 95                                     | uit                                    | 66                                     | 86                                     | uit                                    |

### NPO Radio 2 Top 2000
| Nummer met noteringen in de NPO Radio 2 Top 2000 | '12 | '13 | '14 | '15 | '16 | '17 | '18 | '19 | '20 | '21 | '22 | '23 | '24 |
| ------------------------------------------------ | --- | --- | --- | --- | --- | --- | --- | --- | --- | --- | --- | --- | --- |
| Gravity                                          | 635 | 330 | 575 | 453 | 509 | 593 | 655 | 665 | 626 | 687 | 786 | 855 | 765 |

1. ↑  Een vetgedrukt getal geeft de hoogste notering aan.
2. ↑  2012 was het eerste jaar met een notering voor dit nummer.